# مير يوسف السفلي (بشت أربابا)
میر یوسف السفلی (بالفارسية: میریوسف سفلی) هي قرية تقع في إيران في قسم بشت أربابا الريفي. يقدر عدد سكانها بـ 32 نسمة بحسب إحصاء 2016.